# Epipactis phyllanthes
Épipactis à fleurs pendantes, Helléborine à fleurs pendantes, Helléborine à fleurs vertes
Espèce
Statut de conservation UICN

 LC  : Préoccupation mineure
Statut CITES
L'Épipactis à fleurs pendantes, Helléborine à fleurs pendantes ou Helléborine à fleurs vertes (Epipactis phyllanthes) est une espèce d'orchidées du genre Epipactis.